# Diana Toucedo
Diana Toucedo (Redondela, 27 d'abril de 1982) és una cineasta, guionista i muntadora gallega resident a Barcelona.

## Formació
El 2008 es va llicenciar en l'especialitat de muntatge de Cinema i Audiovisuals a ESCAC - Escola Superior de Cinema i Audiovisuals de Catalunya. El 2011 es va graduar en un màster d'estudis de cinema i audiovisuals contemporanis de la Universitat Pompeu Fabra.

## Trajectòria
Entre els seus disset llargmetratges muntats a dia d’avui destaquen el llargmetratge documental La noche que no acaba (All the night long) del director Isaki Lacuesta, produït pel canal TCM, O quinto evanxeo de Gaspar Hauser (The fifth gospel of Kaspar Hauser) que va obtenir el guardó Fipresci 2013 en el Festival de Cinema de Rotterdam, un llargmetratge d’Alberto Gracia, produït per Zeitun Films. També ha editat Bugarach de Nanouk Films en coproducció amb Filmtank, WDR, TVE i TV3, Belén, de la directora veneçolana Adriana Vila en coproducció amb Espanya, estrenat en el Fid Marseille i premiat a múltiples festivals. També a muntat diverses ficcions: La muerte en la Alcarria de Fernando Pomares, Sonata para violonchelo de Anna M. Bofarull i Júlia Ist d’Elena Martín, Biznaga de plata en el Festival de Màlaga 2017. Acaba de finalitzar el muntatge de Penélope d’Eva Vila, amb el suport del Programa Media, ICEC, TV3 i UPF, i el documental Young&Beautiful de Marina Lameiro, premi del públic en el Punto de Vista 2018. També ha editat el curt Los desheredados, dirigit per Laura Ferrés i produït per Inicia Films que ha guanyat el premi al millor curtmetratge a la Semaine de la Critique de Cannes 2017.
Com a directora ha realitzat diferents llargmetratges documentals i experimentals exhibits en festivals de cine i centres artístics. El seu primer llargmetratge, Trinta Lumes ha tingut la Premiere mundial a la Berlinale 2018, i ha estat premiat en el Festival D’A de Barcelona. Actualment treballa en el desenvolupament de Puerto Deseado, un projecte que es rodarà a Argentina i Galícia amb el suport de la subvenció de Talent de l’AGADIC i l’AccióViver de Dones Visuals.

## Filmografia
Direcció
- Ser de luz (2009, curtmetratge)
- Segundo de Chomón (2009)[3]
- Stan Brakhage (2009)[3]
- Tres tiempos, tres gestos (2010)[3]
- Corpo preto (2016, curtmetratge)
- Homes (2016, curtmetratge)
- Imaxes secretas (2013, curtmetratge)
- Por que non cantades todas (2015, curtmetratge)
- En todas as mans (2015)
- Trinta lumes (2017)

Muntatge
- La noche que no acaba (Isaki Lacuesta)
- Chico y Rita (Fernando Trueba i Javier Mariscal)
- O quinto evanxeo de Gaspar Hauser (Alberto Gracia)
- Bugarach
- Sonata para Violonchelo (Anna M. Bofarrull)
- Júlia ist (2017)
- Hierro (2019)